# Kastsjukoŭka
Kastsjukoŭka (belarusiska: Касцюкоўка, samt ryska: Костюковка: Kostiukovka) är ett municipalsamhälle i Belarus. Den ligger i voblasten Homels voblast, i den östra delen av landet, 270 km sydost om huvudstaden Mіnsk. Kastsjukoŭka ligger 138 meter över havet och antalet invånare är 9 904.

## Natur och klimat
Terrängen runt Kastsjukoŭka är mycket platt. Runt Kastsjukoŭka är det tätbefolkat, med 257 invånare per kvadratkilometer.. Närmaste större samhälle är Homel, 12,2 km söder om Kastsjukoŭka.
Trakten runt Kastsjukoŭka består till största delen av jordbruksmark.  Trakten ingår i den hemiboreala klimatzonen. Årsmedeltemperaturen i trakten är 7 °C. Den varmaste månaden är juli, då medeltemperaturen är 23 °C, och den kallaste är december, med −10 °C.